# Русский охранный корпус

Юнкера 1-й роты 1-го полка Русской охранной группы на привале во время первого боевого похода (одеты в югославские шинели и чехословацкие шлемы образца 1932 года), Баня-Ковиляча, ноябрь 1941 года

Ру́сский охра́нный ко́рпус (нем. Russisches Schutzkorps, серб. Руски заштитни корпус) — корпус, сформированный из белых эмигрантов и граждан СССР, сражавшийся на стороне нацистской Германии и её союзников во время Второй мировой войны. В частности воевал против НОАЮ и четников в Югославии, а под конец войны сражался с наступающими частями Советской армии. Всего через службу в корпусе прошло 17 тысяч человек. Самое многочисленное белоэмигрантское формирование, состоявшее на службе Вермахта. Командир — генерал-лейтенант Штейфон.

## Формирование
Русский охранный корпус был организован в 1941 году после оккупации нацистами Югославии. В то время в Югославии жило много белых офицеров. Летом 1941 года по Югославии прокатилась волна убийств сербскими прокоммунистическими партизанами русских эмигрантов и их семей. Партизаны считали, что югославская армия потерпела поражение от немцев чуть ли не исключительно из-за русских белоэмигрантов, преподававших военное дело и по призыву РОВС вступивших в югославскую армию после нападения Германии на Югославию. РОВС был запрещён в Югославии оккупационными германскими властями. Тогда монархист-легитимист (сторонник Владимира Кирилловича, в общем и в целом не признаваемого РОВС, стоявшим на позиции непредрешения) генерал-майор М. Ф. Скородумов выступил с инициативой организации русской части для защиты эмигрантского населения. 12 сентября 1941 года он отдал приказ о формировании Отдельного русского корпуса, получив на это согласие немецкого полковника Кевиша. Скородумов пытался добиться максимальной автономности корпуса от немецкого командования. Приказ о формировании корпуса заканчивался его словами: «С Божьей помощью, при общем единодушии и выполнив наш долг в отношении приютившей нас страны, я приведу вас в Россию». Это вызвало конфликт, и уже 14 сентября он был на три недели арестован немцами. Формирование корпуса, однако, продолжилось под командованием другого русского эмигранта — Б. А. Штейфона.

## Численность
Первоначальное ядро чинов корпуса составили проживавшие в Югославии лица. Так, по состоянию на осень 1943 года в корпусе состояли 5960 офицеров и солдат, из которых 3758 человек до 1941 года проживали в Королевстве Югославия (в том числе более 3 тысяч на территории нынешней Сербии). На 12 сентября 1944 года из 11 197 человек личного состава 3198 было из Сербии, 272 — Хорватии; из Румынии прибыло 5067, Болгарии — 1961, Венгрии — 288, Греции — 58, Польши — 19, Латвии — 8, Германии — 7, Италии — 3, Франции — 2; бывших советских военнопленных — 314. За всё время из состава корпуса выбыло 11 506 человек: убито и умерло — 1132, пропало без вести — 2297, ранено — 3280, эвакуировано по болезни и уволено — 3740, убыло самовольно — 1057. Общее число прошедших через корпус определяется в 17 090 чел. К концу войны общие потери Корпуса составили 11 506 человек.

## Состав корпуса
В Русский охранный корпус записалось 90 корниловцев и взвод кутеповской роты. Полковник Кондратьев приехал в корпус со знаменем 2-го Корниловского ударного полка. Во время праздников выносились и другие знамена, хранящиеся в Русской Церкви в Белграде. Первоначально военнослужащие носили переделанную на русский манер форму югославской армии. Погоны и прочие знаки различия нашивались по последнему чину в Русской армии. Впрочем, эти знаки различия не играли никакой практической роли. Действительные в корпусе знаки различия носились в петлицах у офицеров или в виде шевронов у рядовых. К головным уборам крепились старые русские кокарды. Первоначально обучение личного состава корпуса (охранной группы) производилось по уставам Русской императорской армии, однако вскоре в связи с изменением тактики боя пришлось перейти на уставы Красной армии.
Первоначально «Русская охранная группа» оперативно подчинялась германскому хозяйственному управлению в Сербии под командованием группенфюрера Нейхаузена, а с осени 1943 года — вновь сформированному немецкому Сербскому армейскому корпусу генерала Фельбера. 30 ноября 1942 года корпус был включён в состав Вермахта, были введены немецкие уставы, немецкая форма и знаки различия, личный состав должен был присягать на верность фюреру. Но даже после включения в состав вермахта корпус до конца войны оставался русским воинским соединением с русским командным составом.
Командные кадры готовились в 1-м Русском Великого Князя Константина Константиновича кадетском корпусе, существовавшем в Югославии с 1920 по 1944 годы. Кроме того, в полках имелись юнкерские роты, в которые была сведена молодёжь, не завершившая военного обучения. В сентябре 1943 года корпус насчитывал 4,8 тысяч солдат и офицеров, а к сентябрю 1944 года — свыше 11 тысяч. К этому времени в него входили: штаб, пять полков, отдельный батальон «Белград» (роты: караульная, транспортная, запасная и снабжения), роты ветеринарная и связи. В подчинении штаба корпуса находились два лазарета с русскими врачами и санитарами. Каждый полк имел три батальона и взводы: артиллерийский (2 полевых орудия калибра 75 мм), противотанковый (2-3 противотанковые пушки 37 мм), сапёрный, конный, связи; батальон — 3 стрелковые роты (в каждой 170 человек, 16 ручных и 2 станковых пулемёта, 4 ротных миномёта) и взвод тяжёлого оружия (4 станковых пулемёта и 4 батальонных миномёта). Штатная численность 1-го (командующий В. Э. Зборовский) и 4-го полков составляла — 2211 человек, остальных — по 2183 человека. При штабе корпуса находился немецкий штаб связи, в полках и батальонах находились немецкие офицеры связи, а в ротах — ротные инструкторы.

## Идеология Русского охранного корпуса
Солдатами и офицерами корпуса были в основном белоэмигрантами, придерживавшимися монархических убеждений и осуждавшие большевизм и советскую власть, и бывшими советскими гражданами. Генерал-майор Скородумов расценивал Германию и тех кто её поддерживал как временных союзников, ожидая, что они будут воевать против РККА, а не против гражданского населения. Однако после первых известий о военных преступлениях против советских жителей в корпусе начался рост антинацистских и антифашистских настроений. Скородумов обвинял германцев и их союзников во лжи, поскольку те и не думали прекращать вести захватническую политику на востоке, но был убеждён, что эмиграция «должна быть способной защищать себя и свои семьи от коммунистов». При этом ему угрожали репрессиями, если тот сделает хотя бы одно антифашистское или антинацистское высказывание.

## Боевые действия

### Против партизан и четников
Русский охранный корпус в основном использовался для охраны югославской территории от четников Михайловича и партизан Тито. Силы корпуса были разбросаны по Сербии, Боснии, Македонии, занимаясь охраной заводов, складов, шахт и железных дорог от сопротивленцев. Поэтому корпус имел множество боёв и столкновений с партизанами Иосипа Броза Тито и четниками Дражи Михайловича. В период с 1941 года до 1945 года столкновения, бои и акции против четников и партизан имели наступательный, агрессивный, оборонительный и карательный характер.
- 24 февраля 1943 года в ответ на акции саботажа и серию убийств конным взводом 1-го казачьего полка и чинами Гестапо в Вадошнице — Кук были произведены аресты сторонников Михайловича.
- 11 апреля 1943 года подобные акции были произведены чинами того же полка в ответ на мобилизацию четниками местного населения. Дело всё чаще стало доходить до открытых ожесточённых боёв.
- 15 апреля 1944 года 5-й полк корпуса провёл зачистку села Моштаница от четников силами взводов 5-й, 7-й и 9-й рот. Командующий района Северо-Запад отмечал в своем приказе: «Посылаю 5-му полку РОК поздравление и полную признательность за блестящую операцию очистки 15.4.44 района Моштаницы. Оберст Хуг».
- 24 апреля 1944 года бойцы 3-й роты 5-го полка принимали участие в отражении нападения отряда четников силой до 500 человек на Вальево, в перестрелке погибли двое стрелков роты.
- 30 апреля 1944 года 1-й учебной сотней 1-го полка была произведена экспедиция в Мошево. В ходе завязавшегося боя с четниками бойцы корпуса потеряли одного человека убитым и одного раненым, захватив четверых пленных.
- 31 мая 1944 года имел место бой против четников между станциями Моштаница и Барич. Был остановлен поезд, идущий из Белграда в Обреновац. В составе поезда находился вагон с амуницией, а среди пассажиров — обер-цалмейстер 5-го полка с деньгами. Их сопровождал конвой из девяти нижних чинов 7-й роты того же полка под командой унтер-офицера Андрея Подрезова. Ответным огнём конвой без потерь со своей стороны обратил нападавших в бегство, уничтожив одного и захватив в плен четверых (двух тяжелораненых и двух здоровых) четников.

Корпус также охранял заводы и предприятия, где использовался принудительный труд. 2-й батальон 3-го полка занимался охраной завода «Звечан», где корпусники несли ночной караул, конвоировали работников и охраняли фуникулерную линию. Около 30% работников завода были военнопленными или угнанными на принудительные работы сербами. Условия работы были сопоставимы с концлагерем.
Генерал А. И. Деникин в письме к председателю Русского общевоинского союза А. П. Архангельскому обвинил охранный корпус в том, что тот не только подавлял сербское восстание против немецкой оккупации, но и погубил «множество непричастных русских людей» из-за ненависти, которую вызывали в Югославии «недостойные представители» русской эмиграции. В связи с сотрудничеством с немцами члены корпуса воспринимались сербским населением не иначе как пособники гитлеровских оккупантов.

### Против союзников Германии и коллаборационистов
Русский охранный корпус иногда вступал в бои и стычки с усташами и проитальянскими албанскими боевиками, защищая югославское гражданское население. Подобными действиями корпус не раз вызывал недовольство Хорватии, Германии и Италии.
Известно, что весной и летом 1942 года чины 1-го и 3-го полков помогали беженцам, спасавшимся от хорватских усташей, переправиться через Дрину, ради чего неоднократно открывали огонь по усташам. Подпоручики Ю. Л. Ольховский и О. Н. Плескачев утверждали, что чины корпуса были свидетелями множества случаев расправ усташей над сербскими мирными гражданами и даже видели плавающие в Дрине трупы. Это не только вызывало гнев со стороны членов корпуса, но и вынуждало их самостоятельно искать и убивать хорватских фашистов. Также в городе Косовска-Митровца солдаты корпуса защищали сербов от нападений местных албанцев.

### Против советских войск и их союзников
В 1944 году после капитуляции Румынии и Болгарии с их последующим переходом на сторону СССР, из глубокого тыла Русский охранный корпус вдруг оказался на передовой. Германское командование приказало корпусу прикрывать отход германских войск из Греции. В это время корпус участвовал в боях не только с титовскими партизанами и четниками Михайловича, но и с регулярными частями Красной армии и её новыми румынскими и болгарскими союзниками. Когда Красная армия и её новые союзники перешли границы Югославии, батальон Русского корпуса в бою у Прахова разбил красноармейцев, взял заложников, 9 тяжёлых орудий, 6 тяжёлых минометов, 32 автомашины и 70 подвод. Другой батальон Русского корпуса, действовавший в группе генерала Фишера, отбил у советской армии 2 тяжёлых орудия, пулемёты, захватил пленников и различное имущество. Осенью 1944 года 3-й батальон 3-го полка под командой генерал-майора Н. А. Петровского был окружён советскими танками и вёл бои с превосходящими силами противников, но пробиться из окружения им не удалось: практически весь батальон погиб.
Зимой 1944—1945 годов Б. А. Штейфон встретился с генералом Русской освободительной армии Андреем Власовым, и они договорились о включении Русского охранного корпуса в состав РОА. В это время корпус отступал в Словению, понеся в арьергардных боях большие потери.

## Капитуляция корпуса
30 апреля 1945 года Штейфон умер (возможно, от сердечного приступа либо покончил жизнь самоубийством, есть версия и об убийстве), корпус возглавил полковник А. И. Рогожин, выведший корпус в Австрию, где он и сдался британским войскам 12 мая 1945 года. Советские власти хотели, чтобы британцы выдали им пленных корпуса (как выдали казаков Казачьего стана), однако британские власти не выдали их, так как большинство служивших в Русском корпусе никогда не были советскими гражданами. В лагере Русский корпус имел особый статус, так как английские власти даже выдали небольшое количество оружия для поддержания внутреннего порядка и отражения возможных нападений партизан.  1 ноября 1945 года Рогожин официально объявил о роспуске корпуса и создании союза ветеранов корпуса — Союза чинов Русского корпуса (СЧРК).

## Последующие события

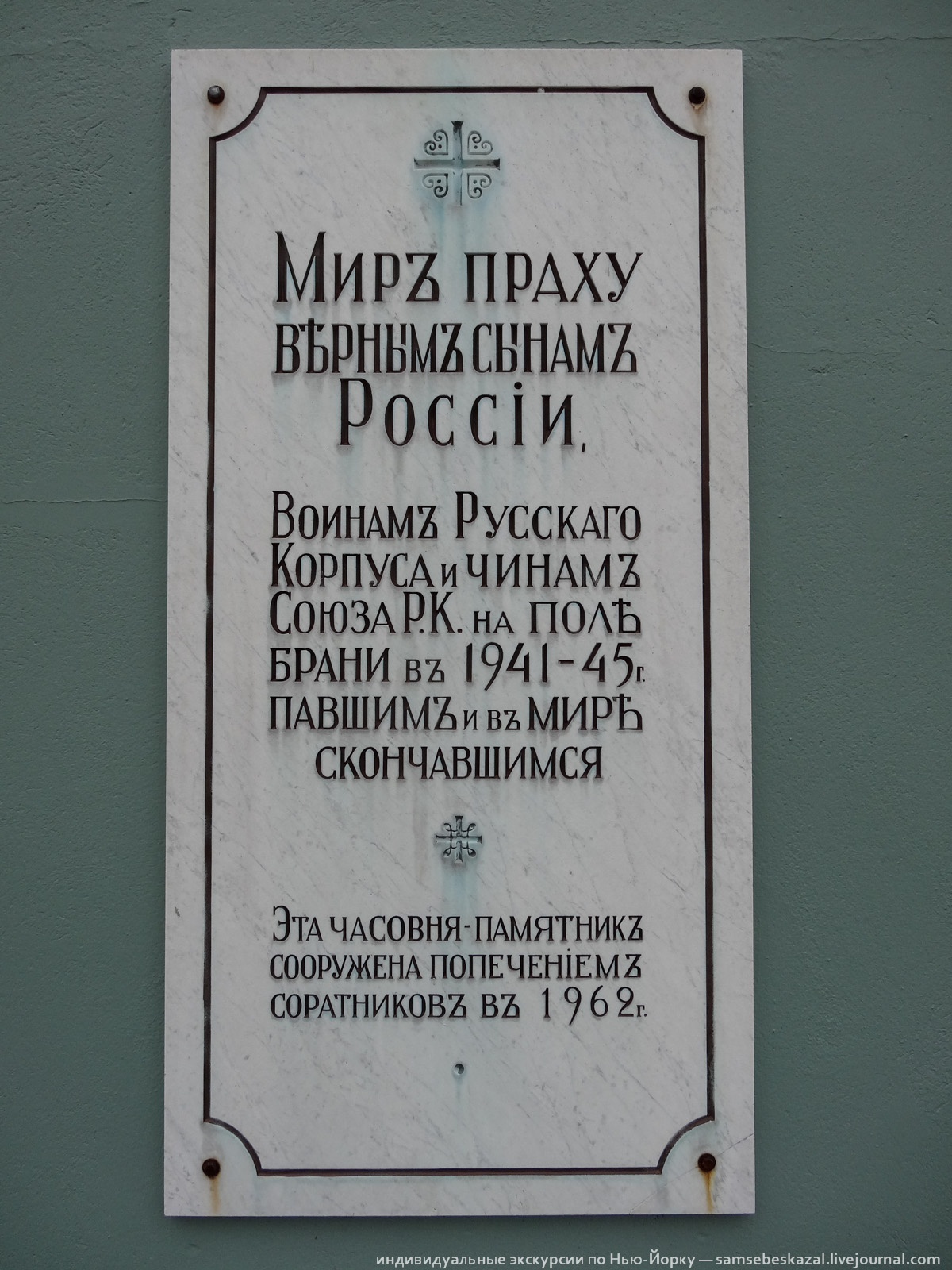
Табличка на кладбище в Ново-Дивеево

После окончания Второй Мировой войны служившие в корпусе эмигрировали в США, Канаду, Бразилию, Аргентину и другие страны. В некоторых странах СЧРК был официально зарегистрирован как «Союз Святого Благоверного Александра Невского». В Союз также вступали и бывшие чины РОА и полка «Варяг», которые присоединились к корпусу уже в австрийских лагерях Тигринг и Кл. Санкт. Файт. Отличительным знаком СЧРК являлся белый ополченческий крест, в середине которого находился галлиполийский крест с датами «1917-1921, 1941—1945», обозначающий два периода Белой борьбы. Знак учрежден Приказом Русскому Корпусу N100 от 26 июля 1945 года. Имеющий право на ношение данного знака получал соответствующее удостоверение за подписью командира и с печатью Русского Корпуса. В эмиграции эти знаки носились в миниатюрном («фрачном») варианте или в большом размере на казачьей униформе. Большинство уже разоруженных чинов Русского Корпуса несколько лет пребывало в австрийском лагере для перемещённых лиц в Келлерберге, что давало им право на ношение второго знака для тех, кто находился в этом лагере.
Отделы и отделения Союза чинов Русского корпуса начали действовать в ряде стран. Первым председателем СЧРК стал командующий корпуса полковник А. И. Рогожин. СЧРК способствовал идейному единению бывших корпусников, оказывал материальную помощь нуждающимся соратникам, вёл большую антикоммунистическую, антисоциалистическую и патриотическую работу в белой эмиграции. С 1952 года под эгидой СЧРК издавался военный, политический и литературный журнал «Наши Вести». Согласно ходатайства пор. В. Гранитова перед председателем РОВС кап. Б. Ивановым, СЧРК был официально инкорпорирован в РОВС, о чем вышло специальное распоряжение. Деятельность Союза чинов Русского корпуса практически прекратилась в 1999 году, когда скончался его последний председатель — поручик Владимир Владимирович Гранитов. Секретарь и казначей СЧРК О.П. Завадская официально закрыла организацию.
На Русском кладбище «Ново-Дивеево», штат Нью-Йорк, была построена часовня святого Александра Невского в память о корпусе. Многие ветераны корпуса похоронены рядом.

## Комментарии
1. ↑  С 12 сентября 1941 г. Отдельный русский корпус, с 2 октября 1941 г. Русский охранный корпус, с 18 ноября 1941 г. Русская охранная группа, с 30 ноября 1942 г. Русский охранный корпус (в составе Вермахта), с 10 октября 1944 г. Русский корпус в Сербии, с 31 декабря 1944 г. Русский корпус (Тюремная одиссея Василия Шульгина : Материалы следственного дела и дела заключённого / Сост., вступ. ст. Макаров В. Г., Репников А. В., Христофоров В. С.; комм. Макаров В. Г., Репников А. В.. — М.: Русский путь / Книжница, 2010. — С. 446. — 480 с. — ISBN 978-5-85887-359-4.). Официально использовалось написание в русской дореформенной орфографии: рус. дореф. Русскій Корпусъ, в частном разговоре «Корпус» или «Шуцкор»